# Cebbia
Cebbia (toponimo italiano; in lombardo Cèbia) è una frazione di 32 abitanti del comune svizzero di Mesocco, nella regione Moesa (Canton Grigioni).

## Geografia fisica
Cebbia è situato 2 km a nord dal centro di Mesocco; si trova nella Val Mesolcina, su piccola una piana sulla sponda destra della Moesa; confina a est con le frazioni di Andergia e Darba, a ovest con la frazione di Anzone, a nord con la frazione di Pian San Giacomo, mentre a sud con le frazioni di San Rocco e Logiano. Sovrasta la località la Cima de Barna (2 862 m s.l.m.).

## Storia
Nella notte fra il 7 e l’8 agosto 1978 un nubifragio che interessò l’intera regione causò l’esondazione del fiume Moesa provocando gravi danni al territorio di Cebbia. Il fiume, insieme a una baita, una stalla e un centinaio di metri di prato e di strada agricola, distrusse anche la cappella di San Giovanni Nepomuceno, risalente al XVIII secolo, risparmiandone solo il campanile. L'alluvione, nonostante i gravi danni materiali, non causò danni a persone, ma limitò per diversi giorni l’accesso alla frazione.

## Monumenti e luoghi d'interesse

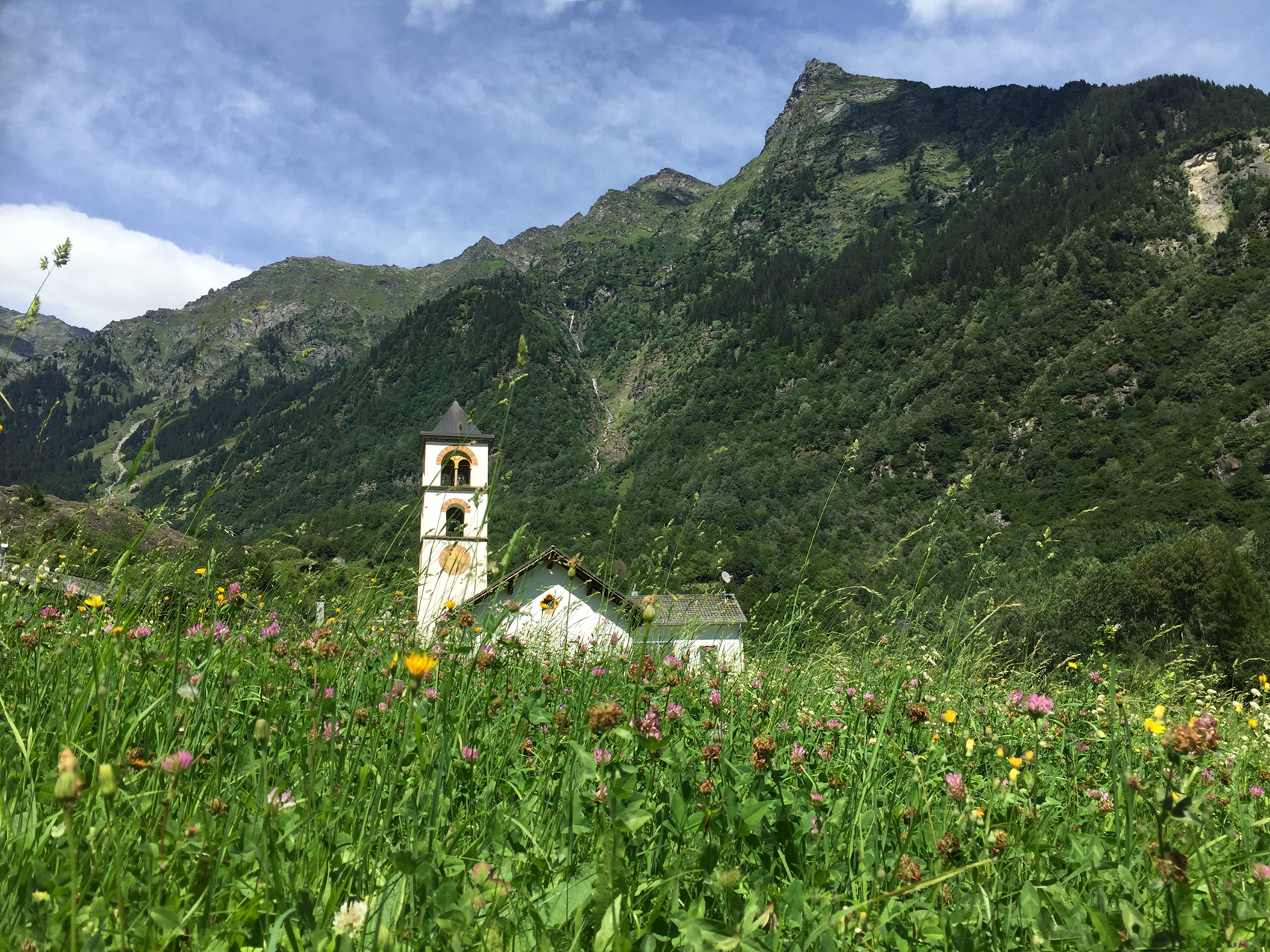
La cappella di San Giovanni Nepomuceno

- Cappella di San Giovanni Nepomuceno, risalente al XVIII secolo, parzialmente[senza fonte] distrutta dall'alluvione del 1978 e ricostruita[1] nel 1983[senza fonte].

## Economia
Una centrale idroelettrica fu costruita tra il 1905 e il 1907 dalla ditta di Winterthur Johann Jakob Rieter SA; forniva l’energia elettrica necessaria al funzionamento della ferrovia Bellinzona-Mesocco (1907-1972). L’impianto cessò di funzionare all’inizio degli anni 1970 per volere della Ferrovia Retica, pochi anni dopo la sottoscrizione di un contratto con le nuove Officine Idroelettriche di Mesolcina.